# لیو آندرسن
لیو آندرسن (انگلیسی: Liv Arnesen؛ زادهٔ ۱ ژوئن ۱۹۵۳) گردشگر، نویسنده، و سخنران انگیزشی اهل نروژ است.

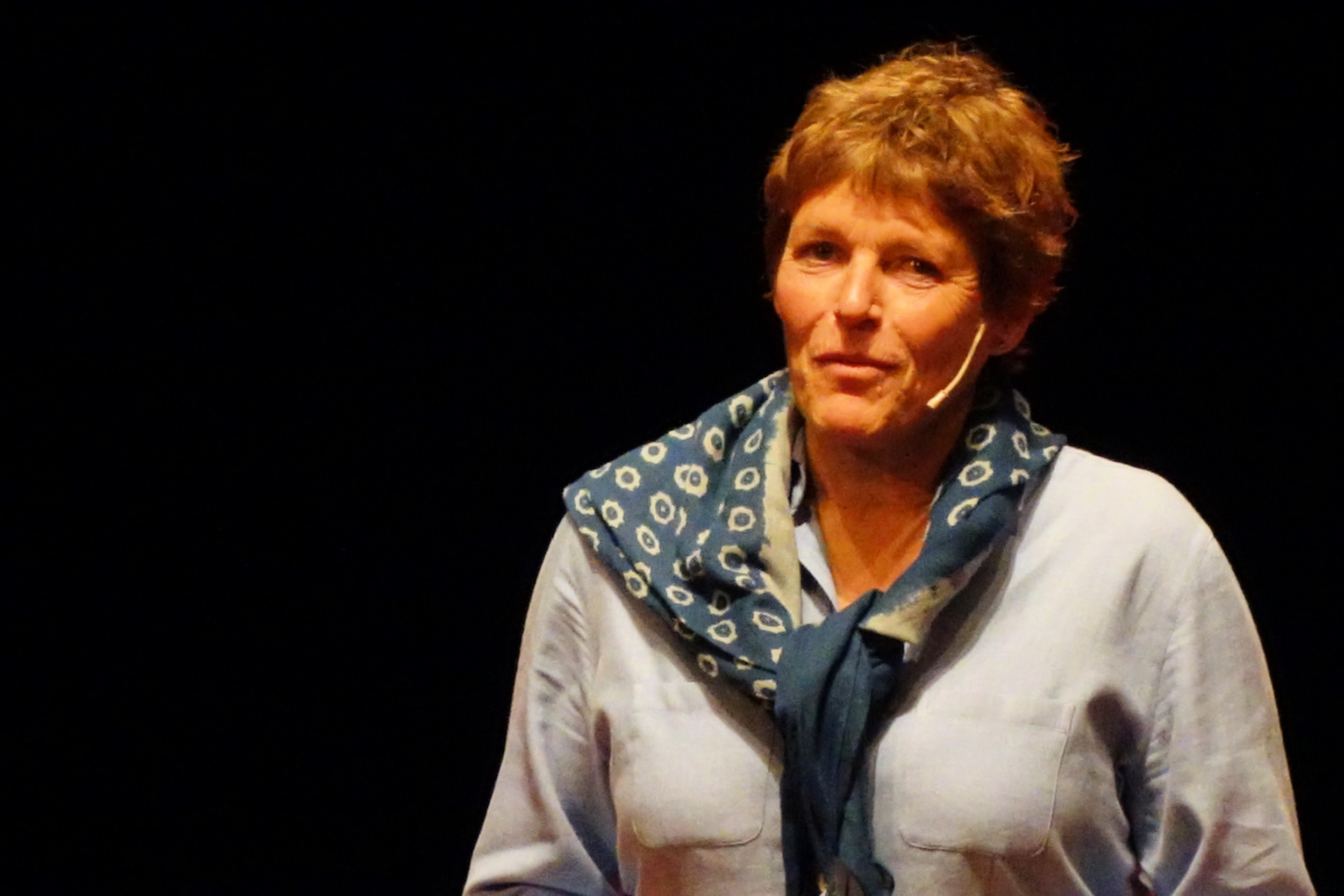
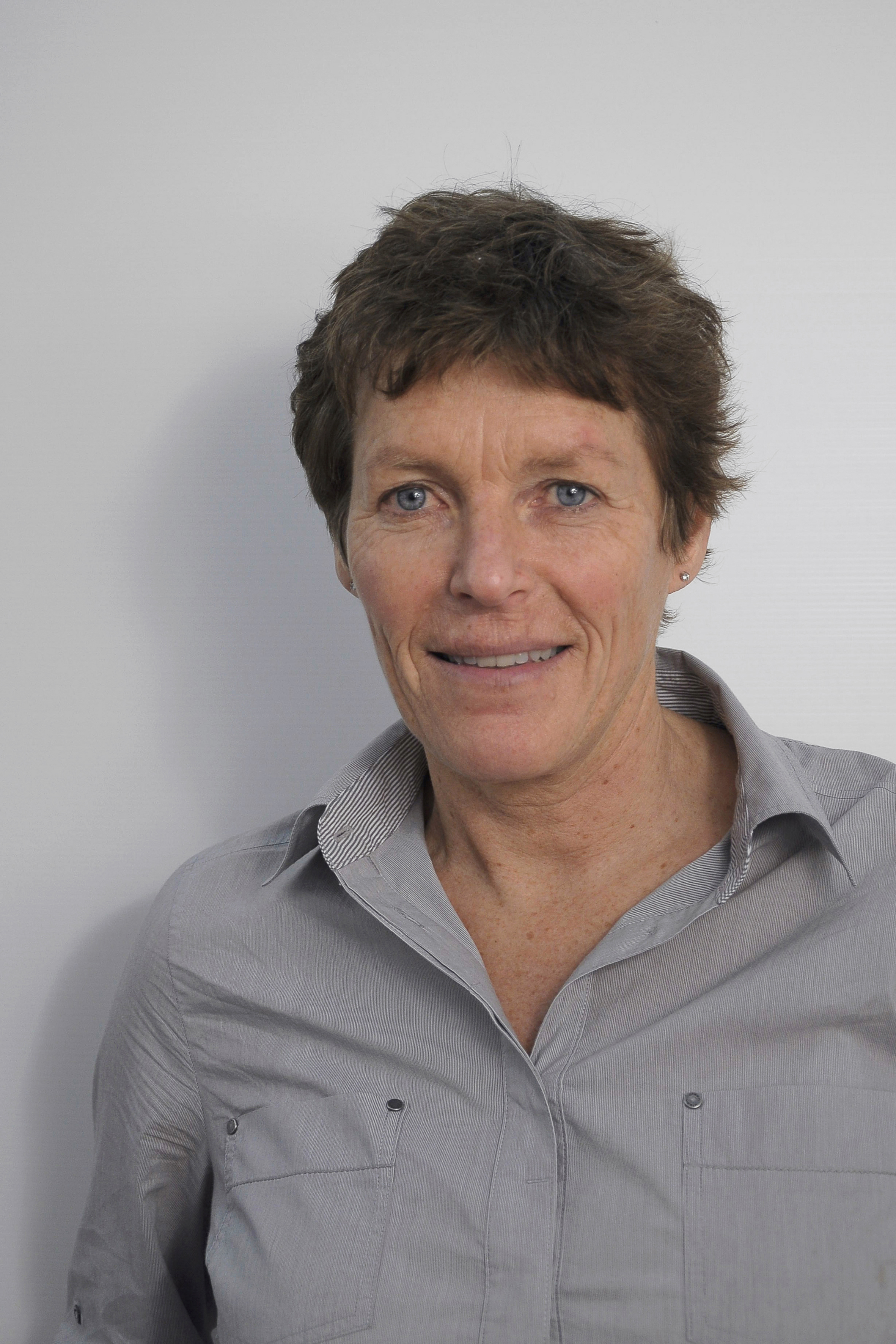